# Лапино (Струго-Красненский район)
Лапино — деревня в центральной части Струго-Красненского района Псковской области. Входит в состав сельского поселения «Новосельская волость». Численность населения деревни составляет на 2000 год — 56 жителей, на 2010 год — 45 жителей.

## География
Находится на северо-востоке региона, в центральной части района, к северо-востоку от волостного центра — села Новоселье и в 13 км к юго-западу от райцентра — посёлка Струги Красные.
Проходит железная дорога Псков — Струги Красные — Луга — Санкт-Петербург.

## История
В 1941—1944 гг. — в фашистской оккупации.
Согласно Закону Псковской области от 28 февраля 2005 года деревня Лапино вошла в состав образованного муниципального образования Новосельскую волость.

## Население
| 2001 | 2002 | 2010 | 2011 |
| ---- | ---- | ---- | ---- |
| 56   | ↗88  | ↘41  | ↗45  |

## Инфраструктура
Путевое хозяйство, железнодорожная станция Лапино.

## Транспорт
Деревня доступна автомобильным и железнодорожным транспортом.